# 八大关街道
八大关街道是中华人民共和国山东省青岛市市南区下辖的一个街道。

## 行政区划
八大关街道下辖太平角社区、八大关社区、福山路社区、红岛路社区、金口路社区。

## 人口
2010年中国第六次人口普查时，八大关街道共有人口23866人。共有家庭7138户，平均每户2.83人。14岁以下的少年儿童共3395人，占总人口14.22%；15-64岁人口共17617人，占总人口73.81%；65岁及以上的老年人共2854人，占总人口的11.95%。男性共计11502人，占总人口48.19%；女性共计12364，占总人口51.80%。本地居住的人口中，拥有本地户籍的人口为18811人，占78.81%。